# Hakselaar

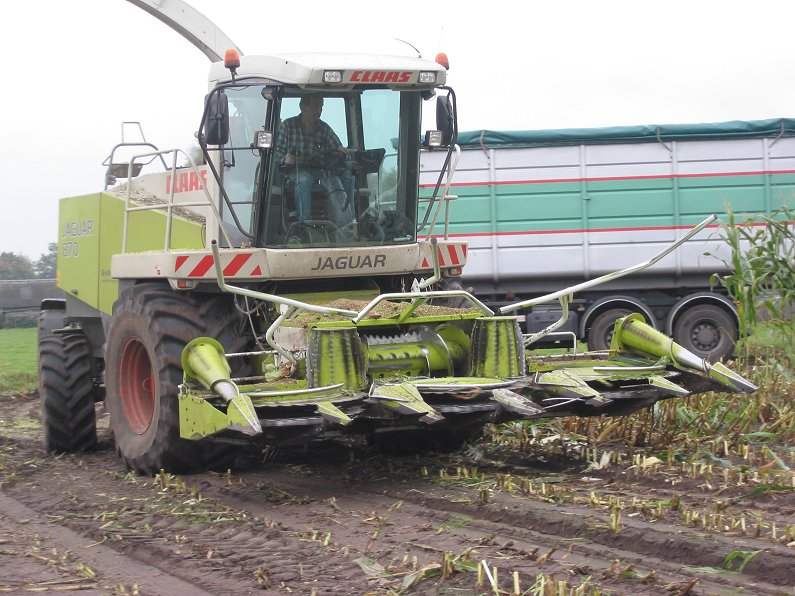
Een zelfrijdende zesrijige maïshakselaar (Claas Jaguar 870)

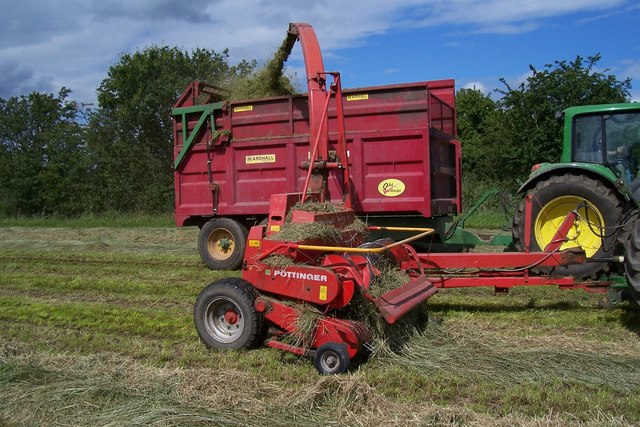
Een getrokken veldhakselaar

Een hakselaar, maïshakselaar of veldhakselaar is een landbouwmachine die wordt gebruikt voor het maaien en versnipperen van snijmaïs, gras, koolzaadstro, luzerne en dergelijke.
Hakselaars kunnen zelfrijdende of getrokken machines zijn. De invoerbek is verwisselbaar. In de zomer wordt de hakselaar voornamelijk gebruikt voor het oprapen en hakselen van gras en is de hakselaar dus voorzien van een opraper. In het najaar, als de maïs rijp is, wordt er een maïsbek voorgehangen. Hiermee wordt de maïs vlak boven de grond afgesneden, naar binnen getrokken en verhakseld. Afhankelijk van de grootte van deze maïsbek kunnen twee, vier, zes, acht, veertien tot wel 20 rijen snijmaïs tegelijk verhakseld worden. Zelfrijdende hakselaars zijn zware machines en beschikken over een krachtige motor.
De kleine hakselaar wordt in de tuin als tuingereedschap gebruikt om snel snoeiafval en onkruid te versnipperen.

## Werking
De hakselaar trekt het gewas naar binnen, waarna het versneden wordt. Afhankelijk van het gewas wordt de machine hierop ingesteld. Maïs wordt bijvoorbeeld veel fijner versneden dan gras. Er worden dan meer en ook andere messen in de hakselkooi gemonteerd. Behalve versneden wordt de maïs ook gekneusd, dat wil zeggen dat de maïskorrels in een zogenaamde korrelkneuzer worden geplet. De gedachte hierachter is dat ze dan beter door het vee worden verteerd en er meer voedingsstoffen uit worden gehaald.
Als het gras of de maïs versneden is, wordt het via een werprad en een pijp naar buiten geblazen in een containerwagen die achter de hakselaar hangt of achter een naast de hakselaar rijdende trekker. Sommige hakselaars zijn uitgerust met hun eigen "bunker", met een inhoud gelijk aan die van een containerwagen, waardoor ze een deel van de tijd zonder trekker kunnen hakselen.
Eventueel kunnen er ook supplementen toegevoegd worden, die ervoor zorgen dat het eindproduct beter houdbaar is. (Bijvoorbeeld als gras eigenlijk te vochtig is om in te kuilen, kan het door een supplement toch geschikt gemaakt worden om in te kuilen.)
Een hakselaar kan werken met een wals of met messen. Het type gewas bepaalt welk soort beter geschikt is voor het versnipperen of het versnijden. Het aantal maaischijven dat een hakselaar bezit bepaalt tevens de snelheid van het oogsten. Zo is de grootste hakselaar voor maïs in staat om 13,5 rijen maïs tegelijk te hakselen.

## Verschillende merken
De bekendste producenten van hakselaars zijn:
- John Deere
- Claas
- Fendt
- New Holland
- Krone

## Opmerking
Het woord hakselaar wordt ook gebruikt om een houtversnipperaar aan te duiden die takken en/of bomen verwerkt tot houtsnippers.